# Xã Elk, Quận Lake, Michigan
Xã Elk (tiếng Anh: Elk Township) là một xã thuộc quận Lake, tiểu bang Michigan, Hoa Kỳ. Năm 2010, dân số của xã này là 985 người.